# Phaloesia gentilis
Phaloesia gentilis là một loài bướm đêm thuộc phân họ Arctiinae, họ Erebidae.